# テラ・ノヴァ島
テラ・ノヴァ島（テラ・ノヴァとう、英語: Terra Nova Islands）とは、ソモフ海（南極海）に存在したとされた2つの島の総称。疑存島の一つとされる。テラ・ノヴァ島は、東南極・オーツ海岸、ソモフ海に面するウィリアムソン・ヘッドの北、約26km（14国際海里）に存在するとされた。

## 歴史
オーストラリアの科学者、フィリップ・ローをリーダーとするオーストラリア国立南極調査探検隊（英語: Australian National Antarctic Research Expeditions、ANARE）の南極船・マッガ・ダン（Magga Dan）が、1962年3月8日に初めて観測した。この結果を受けて、オーストラリア南極名称委員会（英語: Antarctic Names Committee of Australia、ANCA）が、南極船・テラ・ノヴァ（英語: Terra Nova）にちなんでテラ・ノヴァ島（英語: Terra Nova Islands）と命名した。由来となった南極船・テラ・ノヴァは、1910年から1913年に行われたイギリスの南極遠征・テラノバ遠征で使用された船であり、同遠征の船隊リーダーでもあった。同遠征で、イギリス海軍大尉のハリー・ペンネルは、オーツ海岸を発見し、海岸近隣の観測点を海図に示すという業績を残している。
1989年にドイツの第5回ドイツ南極ノースヴィクトリアランド遠征（英語: German Antarctic North Victoria Land Expedition V, GANOVEX V）で、テラ・ノヴァ島への上陸と地図の作成を計画した。ところが、地質学者達がヘリコプターを使って、記録されていた経緯度の位置へ赴いたものの、その地点に島の影すらなく、周辺海域においても島は発見されなかった。また、研究船のポーラー・クイーン（英語: Polar Queen）が音響測深によって、島があったとされた海域の水深を測定すると、約170メートルから355メートルという結果であった。その後、第7回・第8回のドイツ南極ノースヴィクトリアランド遠征においても同じ海域への調査が行われ、島が存在しないことが確認されている。

## テラ・ノヴァ峡谷
テラ・ノヴァ峡谷（英語: Terra Nova Canyon）は、テラ・ノヴァ島のあったとされた場所の近くに存在する海底谷である。位置は、南緯69度0分 東経159度0分 / 南緯69.000度 東経159.000度。